# Line Walker (filme)
Line Walker,  é um filme chinês–honconguês dos gêneros suspense, policial, drama e ação. É uma adaptação da série de mesmo nome (Line Walker), dirigido por Jazz Boon e estrelado por Nick Cheung, Louis Koo, Francis Ng, Charmaine Sheh, Benz Hui e Au Siu-wai. O filme foi lançado na China, em 11 de agosto de 2016.

## Sinopse
Vários policiais à paisana. Devido à algumas questões, todas as identidades secretas foram retiradas do banco de dados da polícia.

## Elenco
- Nick Cheung, como Azul
- Louis Koo, como Shiu Chi-long
- Francis Ng, como Q sir
- Charmaine Sheh, como Ding Siu-ka
- Hui Shiu-hung, como Foon Hei Gor
- Li Guangjie, como Tung Pak-ho
- Zhang Huiwen, como Siu Ying
- Xing Yu, como sniper
- Cheng Taishen, como Kwok Ming
- Moses Chan, como Superintendente da Polícia
- Louis Cheung, como guy
- Clara Lee, como Assassino

### Convidados
- Lo Hoi-pang, como guy
- Bob Lam, como Ferrari owner
- Cheng Tse-sing, como Lin Dongyou
- Jade Leung, como Karina
- Au Siu-wai, como Hong Sir
- Rebecca Zhu, como Samantha
- Stephen Wong, como Detetive da CIB
- Grace Wong, como Detetive da CIB
- Hugo Wong, Shiu Chi-long's
- Océane Zhu, como Detetive da CIB
- William Chak, como Ng Pak
- Sammi Cheung, como Detetive da CIB

## Orçamento
O filme orçou mais de 606 milhões de dólares na China.